# Carl Verheyen

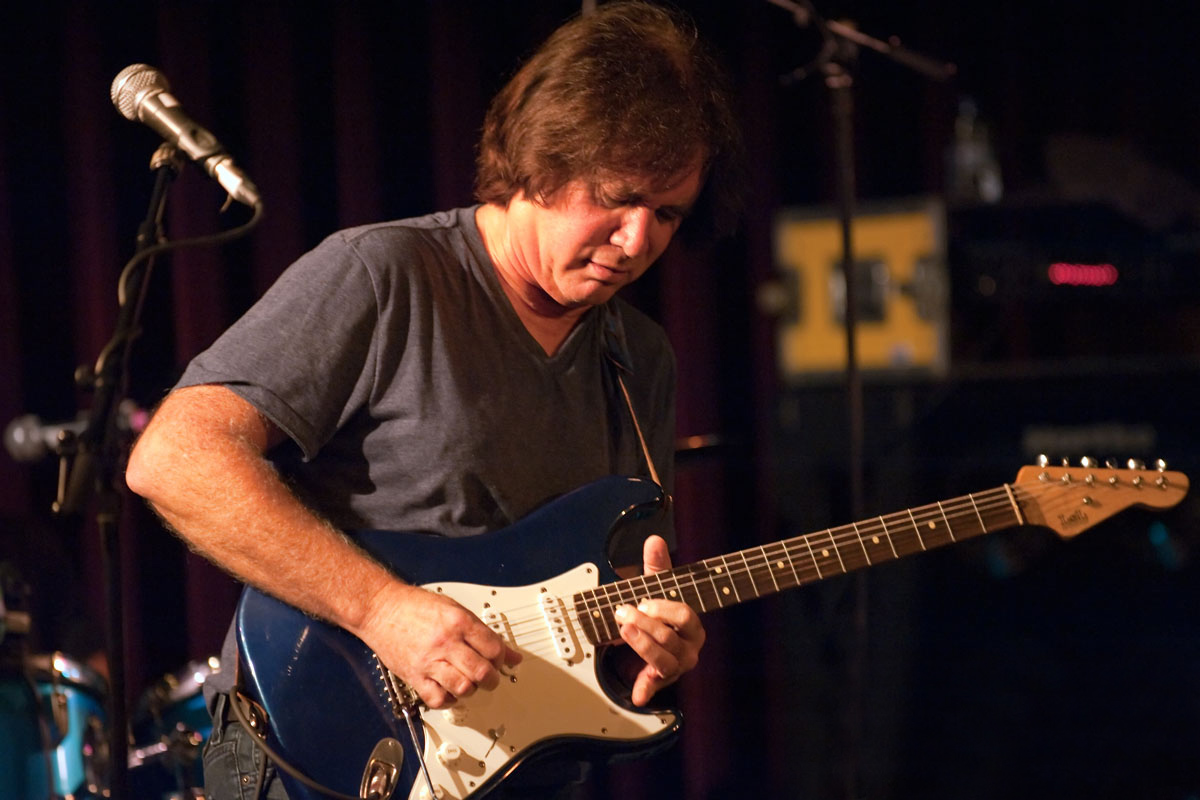
Carl Verheyen bei einem Auftritt im Paradox in Tilburg am 16. November 2013.

Carl William Verheyen (* 3. April 1954) ist ein US-amerikanischer Gitarrist, bekannt für seine Arbeit als Studiomusiker und mit Supertramp.

## Leben
Carl Verheyen wuchs im kalifornischen Pasadena auf und begann im Alter von 10 Jahren mit dem Gitarrespielen. Er studierte zwei Jahre am Pasadena City College und ein Semester am Berklee College of Music, wo er 1975 einen Abschluss erlangte.
Sein erstes Soloalbum erschien 1988 unter dem Namen No Borders. Der Nachfolger Garage Sale wurde 1994 veröffentlicht. Seitdem bringt Carl Verheyen regelmäßig neue Soloalben heraus und unternimmt Tourneen. Als Studiomusiker unterstützte er unter anderem die Bee Gees und Cher und wirkte bei vielen Filmsoundtracks mit.
Seit 1985 ist Verheyen Mitglied bei Supertramp, ging mit ihnen auf Tour und spielte später auch auf den Studioalben.
1996 wurde er vom Guitar Player Magazine Reader’s Poll zum besten Studiogitarristen gekürt.

## Lehrtätigkeit
Verheyen ist der Autor mehrerer Lehrbücher wie Improvising Without Scales und Studio City, einer Zusammenstellung von Artikeln, welche er für die Gitarrenzeitschrift Guitar for the Practicing Musician in den Jahren 1996 bis 1999 verfasste.
Er veröffentlichte Lehrvideos und bietet Onlinekurse an und schreibt für verschiedene Gitarrenmagazine.
Darüber hinaus arbeitet er auch als Dozent und Lehrer, vor allem am Guitar Institute Of Technology (GIT) in Los Angeles.

## Diskografie
- No Borders (1988)
- Garage Sale (1994)
- Slang Justice (1997)

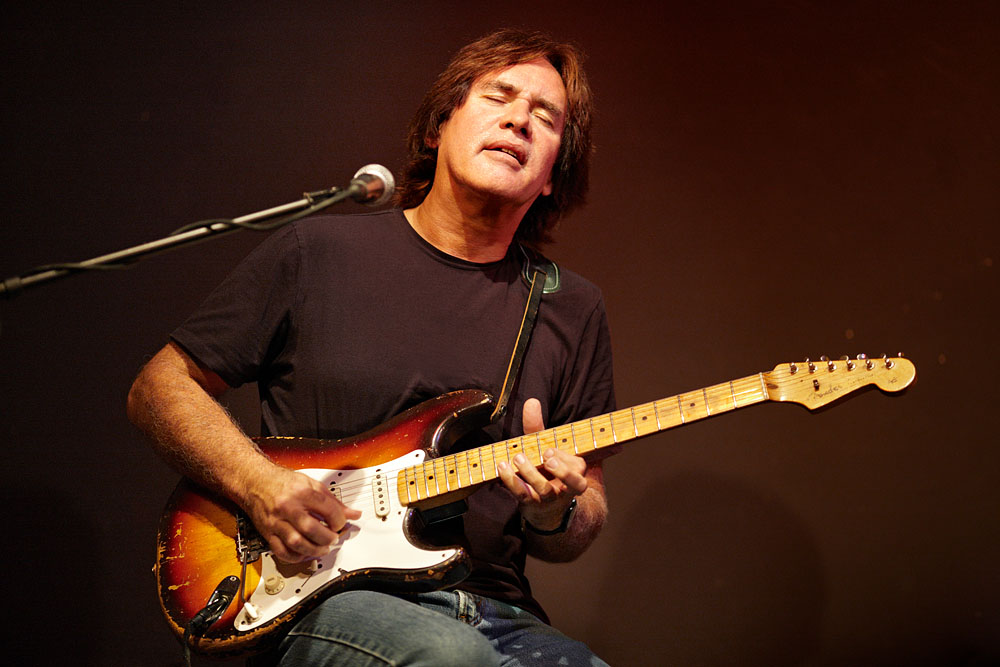
Carl Verheyen (2009, Culver City)

- Some Things Never Change mit Supertramp (1997)
- Sling Shot (1999)
- It Was the Best of Times mit Supertramp (1999)
- Atlas Overload (2000)
- Real to Reel (2000)
- Solo Guitar Improvisations (solo, 2001)
- Slow Motion mit Supertramp (2002)
- Six (2004)
- Rumor Mill (2005)
- Retrospectacle: The Supertramp Anthology mit Supertramp (2005)
- Take One Step (2008)
- Trading 8s (mit Gästen, 2009)
- The Road Divides (live, 2011)
- Mustang Run (instrumental, 2013)
- Alone: Solo Guitar Improvisations Volume 2 (solo, 2015)
- The Grand Design (2016)
- Essential Blues (2017)
- Sundial (2021)
- Riverboat Sky (2023)

## Livemitschnitte
- Live in L.A. (2005)
- Rumor Mill (2006)
- The Road Divides: live DVD (2011)

## Lehrmaterialien
- Carl Verheyen: Intervallic Rock (REH-Lehrvideo) (1992, Wiederveröffentlichung 2007)
- Studio City – Professional Session Recording For Guitars (Buch) (2001)
- Improvising Without Scales: The Intervallic Guitar System of Carl Verheyen (Buch mit CD) (2005)
- Forward Motion: Advancing On The Electric Guitar (DVD) (2009)